# Комп'яно
Комп'яно (італ. Compiano) — муніципалітет в Італії, у регіоні Емілія-Романья,  провінція Парма.
Комп'яно розташований на відстані близько 370 км на північний захід від Рима, 135 км на захід від Болоньї, 65 км на південний захід від Парми.
Населення — 1118 осіб (2014).

## Демографія
Населення за роками:

Станом на 1 січня 2023 року в муніципалітеті офіційно проживав 71 іноземець з 14 країн, серед них 18 громадян країн Євросоюзу та 1 громадянин України.

## Сусідні муніципалітети
- Альбарето
- Барді
- Бедонія
- Борго-Валь-ді-Таро
- Торноло